# Harry Worth
Harry Worth (20 de noviembre de 1917 – 20 de julio de 1989) fue un actor y humorista británico. Sus actuaciones representaban a un torpe hombre de clase media y de mediana edad del norte de Inglaterra, que producía en todos aquellos que mantenían contacto con él un estado de confusión y frustración.

## Inicios
Su verdadero nombre era Harry Illingsworth, y nació en Hoyland, Inglaterra. Worth era el más joven de los once hijos de un minero, y cuando tenía cinco meses de edad su padre murió a consecuencia de un accidente industrial. Dejó la escuela a los 14 años de edad, trabajando como minero durante otros ocho años antes de formar parte de la RAF. Siendo adolescente formó parte de la Tankersley Amateur Dramatic Society, y aprendió por sí mismo ventriloquia, comprando su primer muñeco en 1936. Durante un espacio de dos años viajó en gira con El gordo y el flaco, cuando estos se encontraban en el final de sus carreras. Oliver Hardy le persuadió para que dejara la ventriloquia y se concentrara en hacerse humorista, lo cual cumplió. A pesar de ello, siguió incluyendo un número de ventriloquia en las actuaciones de cabaret que hizo a lo largo de su carrera.

## Carrera televisiva
La primera actuación televisiva de Worth fue un número humorístico en solitario de cinco minutos de duración en el show "Henry Hall's Guest Night" en 1955.
Actualmente es sobre todo recordado por su serie de los años sesenta, Here's Harry, posteriormente retitulada Harry Worth, que emitió más de 100 episodios. Además de ese programa, Worth hizo Thirty Minutes Worth y My Name is Harry Worth.
En los inicios de la década de 1980 Worth se vio forzado a dejar sus espectáculos por problemas de salud, aunque siguió trabajando en la radio (además de algunas intervenciones televisivas ocasionales para hacer entrevistas o apariciones breves en algunos shows) hasta poco antes de fallecer. Entre las últimas actuaciones regulares de su carrera se incluyen papeles protagonistas en las series How's Your Father? (Yorkshire TV 1979-81) y Oh Happy Band! (BBC TV 1980).

## Vida personal
Worth se resistió a la intención de los editores de publicar su biografía, y debieron pasar 16 años tras su muerte antes de que apareciera un libro - My Name Is Harry Worth ISBN 0-9551854-0-8 - sobre su vida. Estuvo casado con la bailarina Kay Flynn, con la que tuvo una hija, Jobyna. Harry Worth falleció en Hertfordshire, Inglaterra, en julio de 1989, a los 71 años de edad, a causa de un cáncer espinal.